# 比宇宙更遠的地方
《比宇宙更遠的地方》（日语：宇宙よりも遠い場所）是由MADHOUSE製作的日本原創電視動畫作品，於2017年7月在Anime Expo公開動畫消息，於2018年1月播出。
作品名稱源自於日本首位進入太空的太空人毛利衛在被邀請至南極昭和基地時所說的話：「只要數分鐘便能抵達宇宙，但抵達昭和基地要花數日的時間，它比宇宙更遙遠。」

## 剧情
玉木真理是一名高中二年级学生，她想充分利用自己的青春，但通常不敢这样做。有一天，她遇到了小渊泽白濑，一个一直在攒钱去南极州旅行的女孩，她的母亲三年前在那里失踪了。在另外两个女孩三宅雏田和白石柚月的带领下，她们加入了前往南极的探险队。

## 登場人物

### 主角（女高中生觀測隊）
玉木真理（聲：水瀨祈，演：堀內萬里菜）
多多良西高中二年級女生，綽號小決（キマリ)。想在上高中後做些甚麼，但總是躊躇不前。看起來傻呼呼的個性，實際上對朋友心思細膩。對事充滿好奇心，擁有比任何人還堅定的精神。喜愛雞蛋及鷄蛋製作的食品，尤其是布丁。因在車站撿到報瀨遺落的一百萬圓而與其結識，被邀請同赴南極。
因為瀏海是自己剪的，所以頭髮瀏海看起來很奇怪。
睡相極差，還會張開眼睛說夢話，其他三人總希望避免與她同床共寢。
小淵澤報瀨（聲：花澤香菜，演：石井陽菜）
多多良西高中二年級女生，在學校被同學暗地裡稱為「南極」。看起來很冷漠，但實際上性格害羞純樸，神經有點大條。喜愛企鵝。
其母小淵澤貴子在她國中時（約故事開始3年前）於南極失蹤，為追求真相決定前往南極（實際是在逃避母親已去世的現實，認爲其還活著並在南極等著她），對南極有關的事特别執著和嚴肅。因真理拾回遺失的一百萬圓而與其結識，並邀請一同前往南極。
三年間不斷打工並探詢去南極的方法，甚至無所不用其極地想讓真理和日向色誘觀測隊男性以協助她們去南極。
在鏡頭前會結巴、緊張而怯場，但若面對她心中敵人時（如嘲笑她的同學們）則能展現出自信的一面。
在其他三人的幫助下于其母親失蹤的地點找到了屬於贵子的筆記型電腦。最終接受了贵子已離世的現實，解開心結，並在回國前把筆記型電腦交給吟。
三宅日向（聲：井口裕香）
在真理的學校附近商店打工的女生，與真理和報瀨同年。性格開朗樂天，時常將自創名言掛在嘴邊。
自己曾表示受不了團體內一團混亂的感覺，但偷聽到真理和報瀨對話後，喜歡兩人坦誠相待的互動。因想在備考大學前完成壯舉，決定加入一同前往南極。
曾就讀於羽生第三高中，是田徑部優秀的短跑選手，因某些原因在高一時退出社團、並於不久後退學。但仍勤於課業，已通過高中畢業水準認定，未來想報考大學。
不常在朋友前表現出自己動搖的一面，大多選擇隱藏不令其被察覺。
白石結月（聲：早見沙織，演：北澤早紀）
比三人小一歲的女生，來自北海道。是小有名氣的高中偶像，四歲即作為童星出道。言行成熟，對人事物觀察入微。羨慕友情，因忙於工作而少與同儕互動，沒交過朋友，不清楚朋友的概念，對此有些死腦筋。
最初因女高中生偶像的身分入選南極觀測隊的企劃，本想辭退，但在與真理等三人談心後受到感動，表示若與真理等三人同行則願意前往。
由於螢光幕前的表現與自己實際行為不太符合，對此感到害羞，不愛談論工作有關的事情。進行拍攝時十分專業，但面對別人讚美會認為在調侃自己。

### 民間南極觀測隊
藤堂吟（聲：能登麻美子）
观测队队长。很有领导才能，但不善言辞。非常喜歡企鵝。
与小渊泽贵子是高中熟人，三年前在贵子的邀请下加入观测队，對贵子失踪之事深感内疚，不知如何與報瀨相處。
前川佳苗（聲：日笠陽子）
副队长。很健谈，背地裡的領導者，人缘很好。
鮫島弓子（聲：Lynn）
观测队厨师长。
財前敏夫（聲：松岡禎丞）
观测队通信员。暗戀著隊長吟。
安本保奈美（聲：小松未可子）
观测队微生物研究员。很活泼，经常与同行的高中生一起玩。
迎千秋（声：寺杣昌纪）
观测船船长。
冰见大（声：福岛润）
观测队建筑组组长。几乎不说话。白石结月的粉丝。
轰信惠（声：阿澄佳奈）
同行的地质学家。经常与遠在日本的恋人阿优联系。
佐佐木梦（远藤绫）
同行的天文学家。沉默寡言。

### 其他人物
小淵澤貴子（聲：茅野愛衣）
小淵澤報瀨的母親，前南極觀測隊員，是动画中「比宇宙更遠的地方」一書的作者。於報瀨就讀中學時在南極失蹤，被宣告為死亡。
與吟、佳苗三人為南極觀測隊核心人物，並且有著「在南極興建天文台」的遠大計畫。但三年前的內陸探勘時小隊遇上暴風雪，貴子於戶外失去聯繫從此下落不明。其死導致民間觀測隊所有活動停止，而許多企業為保全名聲而撤銷資金贊助，令爾後民間南極觀測隊運作困難重重。
報瀨與朋友們在其失蹤地點找尋遺物，最終找到被冰封於洞穴中的筆記型電腦，密碼為報瀨的生日1101。辭世前看到了南極光。
高橋惠（聲：金元壽子，演：田口華）
與真理自幼認識，同班的好友。真理自小就十分依赖惠，久而久之惠也習慣著被真理依賴。对真理独自决定去南极之事感到不安而暗中阻撓，並在真理出发當日向她道歉並要求絕交，但被拒绝。在真理回國后告知自己也出發去北極圈旅遊。
玉木凛（聲：本渡枫，演：清司麗菜）
真理的妹妹。與姐姐粗枝大葉的個性相反，非常精明可靠。與姐姐關係良好，对姐姐的神经大条十分担心。
白石民子（聲：大原沙耶香）
白石结月的母亲、经纪人。常因工作的事情與女兒產生衝突。

## 製作人員
- 原作：Yorimoi[註 2]
- 监督：石塚敦子
- 監督補佐：木村拓（第3、4、6、9、11、13話）、北川朋哉（第9、13話）
- 系列构成、編劇：花田十輝
- 人物設定、總作畫監督：吉松孝博
- 美術設定：平澤晃弘
- 美術指導：山根左帆
- 色彩設定：大野春惠
- 攝影指導：川下裕樹
- 3D導演：日下大輔
- 編輯：木村佳史子
- 音效指導：明田川仁
- 音響效果：上野勵（日语：上野励）
- 音樂：藤澤慶昌（日语：藤澤慶昌）
- 音樂製作：KADOKAWA
- 動畫製作：MADHOUSE
- 協助：文部科學省、國立極地研究所（日语：国立極地研究所）、海上自衛隊
- 製作：「比宇宙更遠的地方」製作委員會

## 主題曲
片頭曲「The Girls Are Alright！」
作詞、作曲、編曲：，主唱：saya
第12、13話未使用。
片尾曲
作詞、作曲：Hige Driver，編曲：，主唱：玉木真理（水瀨祈）、小淵澤報瀨（花澤香菜）、三宅日向（井口裕香）、白石結月（早見沙織）
第12話未使用。
插入曲
（第1、3、7、9、13話）
作詞、作曲、編曲：藤澤慶昌，主唱：saya
（第2、4、11、13話）
作詞、作曲、編曲：藤澤慶昌，主唱：saya
（第3話）
作詞：emon（Tes.），作曲、編曲：baker，主唱：白石結月（早見沙織）
（第5、10、12話）
作詞、作曲、編曲：藤澤慶昌，主唱：saya
「One Step」（第8、13話）
作詞、作曲：，編曲：、，主唱：玉木真理（水瀨祈）、小淵澤報瀨（花澤香菜）、三宅日向（井口裕香）、白石結月（早見沙織）

## 各話列表
| 話數    | 日文標題       | 中文標題               | 劇本     | 分鏡              | 演出         | 作畫監督                        |
| ------- | -------------- | ---------------------- | -------- | ----------------- | ------------ | ------------------------------- |
| STAGE01 |                | 青春百萬圓             | 花田十輝 | 石塚敦子          | 石塚敦子     | 吉松孝博                        |
| STAGE02 |                | 歌舞伎町弗里曼特爾     | 花田十輝 | 石塚敦子          | 北川朋哉     | 川口裕子                        |
| STAGE03 |                | Follow Back停不下來    | 花田十輝 | 石塚敦子 北川朋哉 | 高田昌豐     | 北島勇樹、櫻井木之實 室山祥子   |
| STAGE04 |                | 四隻毛毛蟲             | 花田十輝 | 神戶守            | Kang Tai-sik | Ryu Seung-cheol                 |
| STAGE05 | Dear my friend | Dear my friend         | 花田十輝 | 澤井幸次          | 澤井幸次     | 日向正樹                        |
| STAGE06 |                | 歡迎觀賞榴槤秀         | 花田十輝 | 清水健一          | 長濱亘彥     | 小山知洋                        |
| STAGE07 |                | 看宇宙的船             | 花田十輝 | 神戶守            | 北川朋哉     | 川口裕子                        |
| STAGE08 |                | 咆哮、狂暴、尖叫       | 花田十輝 | 神戶守            | 高田昌豐     | 室山祥子、木下由美子 西村真理子 |
| STAGE09 |                | 南極戀物語（暴風雪篇） | 花田十輝 | 清水健一          | Kang Tai-sik | Jang Gil-yong                   |
| STAGE10 |                | 部分友情               | 花田十輝 | 澤井幸次          | 澤井幸次     | 日向正樹                        |
| STAGE11 |                | 撞飛鐵桶吧！           | 花田十輝 | 佐山聖子          | 大庭秀昭     | 小山知洋                        |
| STAGE12 |                | 比宇宙更遠的地方       | 花田十輝 | 石塚敦子 清水健一 | 北川朋哉     | 川口裕子、日向正樹              |
| STAGE13 |                | 一定會再次啟程         | 花田十輝 | 石塚敦子          | 石塚敦子     | 吉松孝博、室山祥子              |

## BD&DVD
| 卷數 | 發售日期      | 收錄話數      | 規格編號   | 規格編號   |
| 卷數 | 發售日期      | 收錄話數      | BD         | DVD        |
| ---- | ------------- | ------------- | ---------- | ---------- |
| 1    | 2018年3月28日 | 第1話~第3話   | ZMXZ-11901 | ZMBZ-11911 |
| 2    | 2018年4月25日 | 第4話~第6話   | ZMXZ-11902 | ZMBZ-11912 |
| 3    | 2018年5月25日 | 第7話~第9話   | ZMXZ-11903 | ZMBZ-11913 |
| 4    | 2018年6月27日 | 第10話~第13話 | ZMXZ-11904 | ZMBZ-11914 |

## 播放电视台
日本深夜動畫：下文記載的日本国内播放時間使用日本標準時間（UTC+9）表示。因為部分時間标识會採用30小时制，因此請留意这类超过24:00的时间，其實際播放時間為翌日清晨。
| 播放地区   | 播放电视台 | 播放日期               | 播放时间（UTC+9）         | 所属联播网 | 备注                                      |
| ---------- | ---------- | ---------------------- | ------------------------- | ---------- | ----------------------------------------- |
| 日本全国   | AT-X       | 2018年1月2日－3月27日  | 星期二 20時30分－21時00分 | 卫星电视   | 有重播                                    |
| 东京都     | TOKYO MX   | 2018年1月2日－3月27日  | 星期二 23時00分－23時30分 | 獨立局     |                                           |
| 日本全国   | BS11       | 2018年1月2日－3月27日  | 星期二 23時30分－24時00分 | 卫星电视   | ANIME+節目                                |
| 近畿广域圈 | 每日放送   | 2018年1月10日－3月28日 | 星期四 27時00分－27時30分 | TBS電視網  | 「動畫特區」第二部 第一话和第二话同时播放 |

## 漫画
由改编的同名漫画作品，自2018年2月号起連載于《月刊Comic Alive》（KADOKAWA）。

### 出版書籍
| 冊數 | KADOKAWA      | KADOKAWA               |
| 冊數 | 發售日期      | ISBN                   |
| ---- | ------------- | ---------------------- |
| 1    | 2018年2月23日 | ISBN 978-4-04-069797-0 |
| 2    | 2018年8月23日 | ISBN 978-4-04-065050-0 |
| 3    | 2019年3月23日 | ISBN 978-4-04-065563-5 |

## 網路电台
网络电台《电台 比宇宙更遠的地方～比南极冷的节目～》自2017年12月28日至2018年4月5日每週四于音泉播出，由分别配音玉木真理和小渊泽报濑的水濑祈和花澤香菜主持。

## 獲獎
- 《紐約時報》2018年10大最佳國際戲劇（The Best International Shows）[10]
- bilibili moe 2018 动画艺术大赏：日本动画最佳剧情、日本动画最佳连载[11]
- 2018年 Reddit動畫大賞 ：年度最佳原創動畫大獎（Best Original Anime）人氣獎冠軍 /  年度最佳動畫大獎（Anime of The Year）人氣獎冠軍 / 年度最佳冒險奇幻動畫獎（Best Adventure/ Fantasy Anime）人氣獎冠軍 / 年度劇情類最佳主角（Best Main Character in a Dramatic Role）人氣冠軍獎 / 年度最佳整體角色（Best Cast）最佳人氣獎
- 本屆Reddit 動畫大賞含提名共入圍14項獎項，實為2018年之冠。

## 外部連結
- 電視動畫《比宇宙更遠的地方》官方網站 （页面存档备份，存于）（日語）
- 電視動畫《比宇宙更遠的地方》官方的X（前Twitter）（日語）